# ترينكومالي

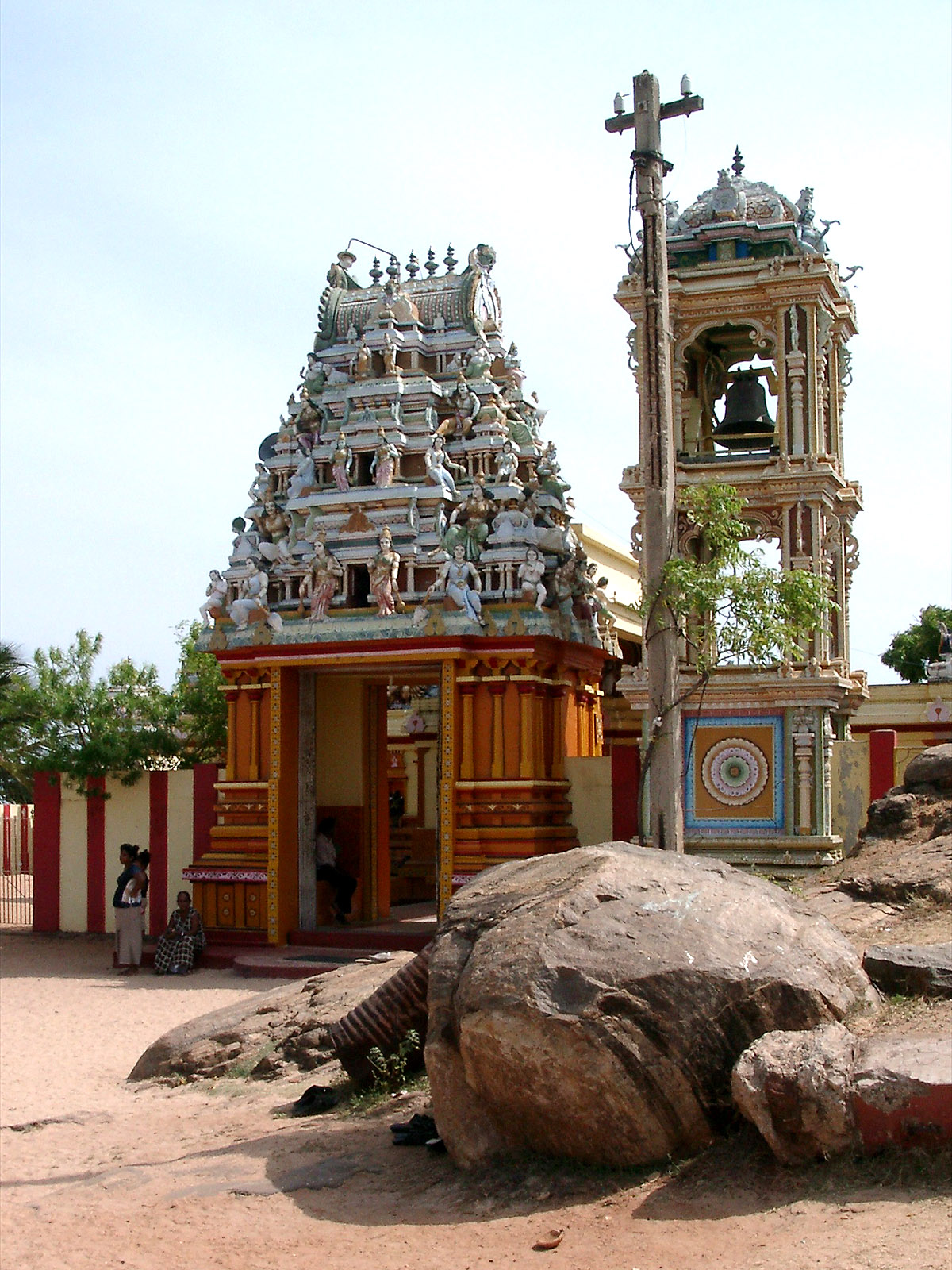
أحد معابد ترينكومالي، سريلانكا

ترينكومالي (بالتاميلية: திருகோணமலை) هي مدينة وميناء يقع في شمال شرق سريلانكا. تبعد المدينة بحوالي 110 ميل شمال شرق كاندي. يأتي الاسم ترينكومالي من اللغة التاميلية، وهو بمعنى «التل الشرقي المقدس». في المدينة تكمن أكبر قلعة هولندية في سريلانكا، كما يقع فيها أقدم معابد الهندوسية في سريلانكا وهو «ثيروكونيسفارام كوفيل». يوجد في المدينة أيضاً القاعدة البحرية والجوية لسريلانكا. نمور تحرير تاميل إيلام يعتبرون المدينة عاصمة لوطنهم تاميل إيلام.

## المناخ
يظهر الجدول التالي التغييرات المناخية على مدار السنة لترينكومالي:
| البيانات المناخية لـترينكومالي | البيانات المناخية لـترينكومالي | البيانات المناخية لـترينكومالي | البيانات المناخية لـترينكومالي | البيانات المناخية لـترينكومالي | البيانات المناخية لـترينكومالي | البيانات المناخية لـترينكومالي | البيانات المناخية لـترينكومالي | البيانات المناخية لـترينكومالي | البيانات المناخية لـترينكومالي | البيانات المناخية لـترينكومالي | البيانات المناخية لـترينكومالي | البيانات المناخية لـترينكومالي | البيانات المناخية لـترينكومالي |
| الشهر | يناير                          | فبراير                         | مارس                           | أبريل                          | مايو                           | يونيو                          | يوليو                          | أغسطس                          | سبتمبر                         | أكتوبر                         | نوفمبر                         | ديسمبر                         | المعدل السنوي                  |
| --- | ------------------------------ | ------------------------------ | ------------------------------ | ------------------------------ | ------------------------------ | ------------------------------ | ------------------------------ | ------------------------------ | ------------------------------ | ------------------------------ | ------------------------------ | ------------------------------ | ------------------------------ |
| الدرجة القصوى °م (°ف) | 34.8 (94.6)                    | 35.4 (95.7)                    | 39.2 (102.6)                   | 39.0 (102.2)                   | 39.8 (103.6)                   | 39.5 (103.1)                   | 39.0 (102.2)                   | 39.4 (102.9)                   | 39.5 (103.1)                   | 38.7 (101.7)                   | 36.2 (97.2)                    | 32.7 (90.9)                    | 39.8 (103.6)                   |
| متوسط درجة الحرارة الكبرى °م (°ف) | 27.9 (82.2)                    | 29.2 (84.6)                    | 30.9 (87.6)                    | 33.0 (91.4)                    | 34.5 (94.1)                    | 34.7 (94.5)                    | 34.4 (93.9)                    | 34.2 (93.6)                    | 33.9 (93.0)                    | 31.8 (89.2)                    | 29.3 (84.7)                    | 28.1 (82.6)                    | 31.8 (89.2)                    |
| المتوسط اليومي °م (°ف) | 26.1 (79.0)                    | 26.9 (80.4)                    | 28.0 (82.4)                    | 29.4 (84.9)                    | 30.5 (86.9)                    | 30.6 (87.1)                    | 30.1 (86.2)                    | 29.9 (85.8)                    | 29.6 (85.3)                    | 28.2 (82.8)                    | 26.7 (80.1)                    | 26.1 (79.0)                    | 28.5 (83.3)                    |
| متوسط درجة الحرارة الصغرى °م (°ف) | 24.3 (75.7)                    | 24.5 (76.1)                    | 25.1 (77.2)                    | 25.8 (78.4)                    | 26.4 (79.5)                    | 26.4 (79.5)                    | 25.8 (78.4)                    | 25.5 (77.9)                    | 25.2 (77.4)                    | 24.6 (76.3)                    | 24.2 (75.6)                    | 24.2 (75.6)                    | 25.2 (77.4)                    |
| أدنى درجة حرارة °م (°ف) | 18.5 (65.3)                    | 18.2 (64.8)                    | 19.5 (67.1)                    | 19.2 (66.6)                    | 19.1 (66.4)                    | 20.6 (69.1)                    | 21.2 (70.2)                    | 20.9 (69.6)                    | 18.7 (65.7)                    | 18.7 (65.7)                    | 18.7 (65.7)                    | 18.7 (65.7)                    | 18.2 (64.8)                    |
| الهطول مم (إنش) | 132 (5.2)                      | 100 (3.9)                      | 54 (2.1)                       | 50 (2.0)                       | 52 (2.0)                       | 26 (1.0)                       | 70 (2.8)                       | 89 (3.5)                       | 104 (4.1)                      | 217 (8.5)                      | 334 (13.1)                     | 341 (13.4)                     | 1٬569 (61.8)                   |
| متوسط أيام هطول الأمطار (≥ 1.0 mm) | 7                              | 4                              | 4                              | 5                              | 4                              | 2                              | 4                              | 5                              | 7                              | 12                             | 16                             | 16                             | 86                             |
| متوسط الرطوبة النسبية (%) (at {{{time day}}})                                                                                          | 75                             | 72                             | 71                             | 70                             | 64                             | 58                             | 60                             | 61                             | 63                             | 71                             | 78                             | 80                             | 69                             |
| ساعات سطوع الشمس الشهرية | 257.3                          | 268.4                          | 300.7                          | 279.0                          | 263.5                          | 231.0                          | 235.6                          | 244.9                          | 207.0                          | 217.0                          | 171.0                          | 167.4                          | 2٬842٫8                        |
| ساعات سطوع الشمس اليومية | 8.3                            | 9.5                            | 9.7                            | 9.3                            | 8.5                            | 7.7                            | 7.6                            | 7.9                            | 6.9                            | 7.0                            | 5.7                            | 5.4                            | 7.8                            |
| المصدر #1: NOAA (normals and August record low)                                                                                        |                                |                                |                                |                                |                                |                                |                                |                                |                                |                                |                                |                                |                                |
| المصدر #2: الأرصاد الجوية الألمانية (precipitation days, 1968–1990 and sun, 1975–1983), Department of Meteorology (records up to 2007) |                                |                                |                                |                                |                                |                                |                                |                                |                                |                                |                                |                                |                                |

## أعلام
- نويل ايمانويل